# Вейкко Густафссон
Ееро Вейкко Юхані Густафссон (фін. Eero Veikka Juhani Gustafsson; 14 січня 1968, Еспоо, Фінляндія) — відомий фінський професійний альпініст, що підкорив 14 восьмитисячників без використання кисню, перший фін, який підкорив Еверест.

## Дитинство і юність
Народився 14 січня 1968 року в місті Еспоо, в сім'ї викладача економіки Кая Густафссона (фін. Kaj Gustafsson) і його дружини Марії (фін. Maria Gustafsson), третім з чотирьох дітей. У 1968 році його батьки купили невеликий будинок у селі Тууповаара, де проводили літо. У 1976 році Кай Густаффсон знайшов роботу агента в Тууповааре, і сім'я переїхала туди на постійне місце проживання. Незабаром Кая обрали мером. Вейкко закінчив другий і третій клас місцевої школи.

## Сходження 8000 м+
- Еверест (8848 м), навесні 1993, з використанням кисню
- Дхаулагірі (8167 м), восени 1993
- К2 (8611 м), влітку 1994
- Лхоцзе (8516 м), навесні 1995
- Макалу (8481 м), навесні 1995
- Еверест (8848 м), навесні 1997, з використанням кисню
- Манаслу (8163 м), навесні 1999
- Дхаулагірі (8167 м), навесні 1999
- Шишабангма (8027 м), навесні 2001
- Нанга Парбат (8125 м), влітку 2001
- Еверест (8848 м), навесні 2004
- Чо-Ойю (8201 м), 2005-04-22
- Аннапурна (8091 м), 2005-05-12
- Канченджанга (8586 м), 2006-05-14
- Гашербрум II (8035 м), 2008-07-08
- Броуд-пік (8047 м), 2008-07-31
- Гашербрум I (8068 м), 2009-07-26